# Sparanophilus tamesis
Sparanophilus tamesis är en ringmaskart som beskrevs av Beham. Sparanophilus tamesis ingår i släktet Sparanophilus och familjen Glossoscolecidae. Inga underarter finns listade i Catalogue of Life.